# Plößberg
Plößberg är en köping (Markt) i Landkreis Tirschenreuth i Regierungsbezirk Oberpfalz i förbundslandet Bayern i Tyskland.